# 度易侯
度易侯（たくえきこう / どえきこう、生年不詳 - 490年）は、吐谷渾の首長。

## 生涯
拾寅の子として生まれた。天文を好み、星書を南朝斉に求めたことがあったが、朝議により与えられなかった。481年、拾寅が死去すると、度易侯が後を嗣いだ。南朝斉により使持節・都督西秦河沙三州諸軍事・鎮西将軍・護羌校尉・西秦河二州刺史に任じられ、河南王に封じられた。また侍郎の時真を北魏に派遣して朝貢させ、代替わりを報告した。485年、南朝斉により車騎将軍の号に進められた。武帝は丘冠先を吐谷渾と柔然に対する使者として派遣した。
度易侯は在位中に宕昌国を攻撃して、北魏の孝文帝の譴責を受けた。このため連行していた宕昌国の人々を送還した。
490年に度易侯が死去すると、南朝系史料では子の休留代が後を嗣いだとされ、北朝系史料および『資治通鑑』では子の伏連籌が後を嗣いだとされている。

## 参考資料
- 『南斉書』河南伝
- 『魏書』吐谷渾伝
- 『梁書』諸夷伝
- 『北史』四夷伝下
- 『南史』夷貊伝下